# رابرت رنویک
رابرت رنویک (به انگلیسی: Robert Renwick) (زادهٔ ۲۱ ژوئیهٔ ۱۹۸۸) شناگر اهل اسکاتلند است.